# Przeździęk Wielki
Przeździęk Wielki (dawniej Groß Przesdzienk, od 1900 do 1945 Groß Dankheim) – wieś w Polsce położona w województwie warmińsko-mazurskim, w powiecie szczycieńskim, w gminie Wielbark.
W latach 1954-1957 wieś była siedzibą gromady Przeździęk Wielki, po jej zniesieniu w gromadzie Wielbark. W latach 1975–1998 miejscowość administracyjnie należała do województwa olsztyńskiego.
Przez wieś przebiega droga wojewódzka nr 604.
Wieś mazurska położona przy drodze ze Szczytna do Nidzicy, z zachowaną zabudową drewnianą. Na skraju wsi znajduje się dawny cmentarz ewangelicki z kwaterą z okresu pierwszej wojny światowej (6 żołnierzy armii rosyjskiej). Drugi cmentarz wojenny znajduje się za stacją kolejową, w lesie. Znajdują się tam mogiły z okresu pierwszej wojny światowej z 24 żołnierzami armii rosyjskiej i czterema żołnierzami armii niemieckiej.
Wieś założona w 1685 r. Murowaną szkołę zbudowano we wsi w 1902 r.
Zobacz też: 
- Przeździęk Mały
- Przeździęk Wielki (przystanek kolejowy)